# 塚口駅 (JR西日本)

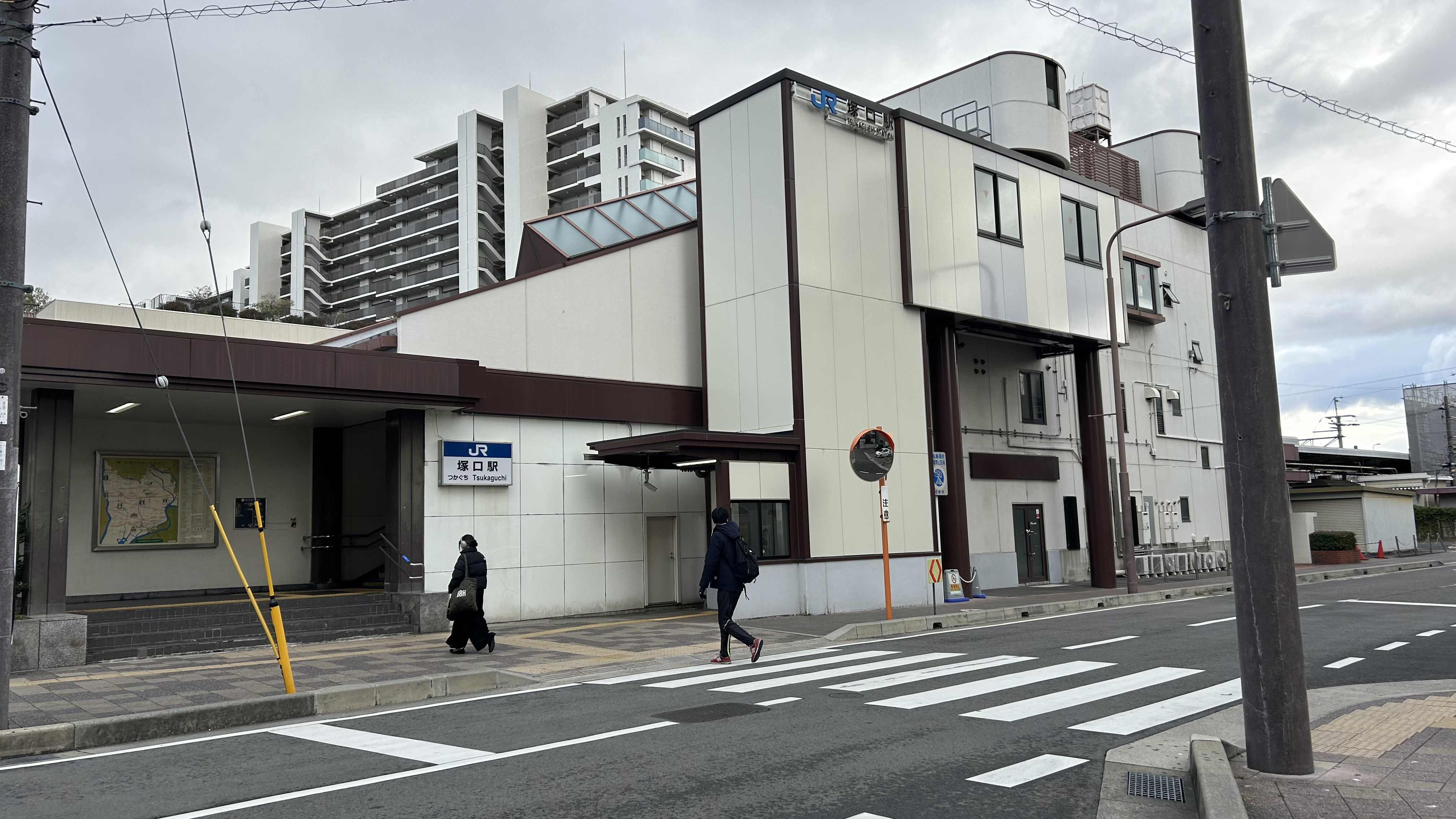
西出口

塚口駅（つかぐちえき）は、兵庫県尼崎市東塚口町一丁目にある、西日本旅客鉄道（JR西日本）福知山線の駅である。駅番号はJR-G50。

## 概要
アーバンネットワークおよび「JR宝塚線」の愛称区間に含まれている。かつては、福知山線の支線に当たる尼崎港線の起点でもあった。
地元や沿線の住民では、阪急塚口駅と駅名が混同しないように、「J塚」という愛称で親しまれている。

## 歴史
当駅が所属する福知山線は、長年にわたって単線・非電化という低規格の路線であったため、ターミナル駅である大阪駅からさほど離れていない割りに利便性は劣っていた。改札も列車別改札で行われていた。1980年頃にもなると、当駅のすぐ北側で交差する阪急神戸本線を最新鋭の6000系電車が満員の通勤客を乗せて時速100キロで通過する近くで、当駅からDD51形ディーゼル機関車に牽引された43系客車の普通列車が発車する対照的な光景が見られた。
しかし1981年の複線電化を機に、橋上駅舎が整備され、ようやく大都市近郊駅としての機能を果たすようになった。
1984年までは、尼崎港駅へ至る支線（通称・尼崎港線）が当駅 - 尼崎駅間で分岐していた。開業当時はそれが本線とされ、尼崎港方面へ向かう線路が直線的に敷設（現在でも路盤の跡が残っている）され、さらに大阪方面行き上り線が、少し西に振れて敷設されていたのに対し、現在の本線は、元の下り線を複線化し、一旦西にそれて大きく回り込むような線形となっている。この迂回ルート上にあるカーブで、2005年4月25日に脱線事故が発生した。
東海道本線の東京駅 - 大阪駅間で運転されていた長距離客車特急『つばめ』や『はと』は、大阪駅に到着した後に当駅まで回送された上、当駅で機関車を編成の後端に付け替えた後、宮原操車場へ入り方向転換を行っていた。これは各列車の最後尾に展望車があり、展望車側を最後尾にする必要があったためである。こういった運用に対応すべく、1956年11月のダイヤ改正を機に尼崎駅 - 当駅間は早々に電化された。その後も1978年10月のダイヤ改正まで、宮原操車場への回送の際の時間調整のため、大阪駅から一部の特急が当駅まで回送されて運行まで待機していた。同改正をもって電気運転は一旦廃止されたものの、電化設備はそのまま残され、1981年の線内電化の際に再利用された。
また、かつては貨物取扱を実施しており、駅東側の現在の留置線のあたりに貨物取り扱い線と貨物ホームが設けられ、近隣の森永製菓や三菱電機の工場からの貨物を主に取り扱っていた。駅北側には三菱電機への引き込み線があり、蓄電池式の機関車が入れ替えを行っていた。また引き込み線横の側線には、1980年代半ばまで、廃車となっていた国鉄シキ400形貨車が長らく留置されていた。貨物取扱量は多く、駅の北側と南側の両方には信号所が設置されていた。
阪神・淡路大震災が発生した折には、発生翌日から東海道本線の尼崎駅 - 甲子園口駅間が復旧するまでの数日間のみ、大阪方面からの列車の一部が当駅で折り返していた。

### 年表
- 1891年（明治24年）
  - 9月6日：川辺馬車鉄道の長洲駅（現存せず） - 塚口駅 - 伊丹南口駅（現存せず） - 伊丹駅間開業時に設置[2]。旅客のみ[3]。当時、所在地は川辺郡園田村の村域内だった。
  - 11月15日：貨物の取り扱いを開始[3]。
- 1893年（明治26年）12月12日：川辺馬車鉄道が摂津鉄道と改称[2]。塚口駅が廃止されたため塚口村有志者が復活を出願したとの資料があるが[4][5]、恒久的な廃止の予定だったのか、一時的な休止だったのか定かでない。
- 1894年（明治27年）3月6日：摂津鉄道の長州駅（現存せず） - 伊丹南口駅（現存せず）間に再開業。旅客・貨物の取り扱いを開始。
- 1897年（明治30年）2月16日：阪鶴鉄道が摂津鉄道を買収[2]、同社の駅となる。
- 1898年（明治31年）6月8日：神崎駅（現在の尼崎駅） - 塚口駅間が開業[2]。長州駅、尼ヶ崎駅（のちの尼崎港駅）方面は支線に。
- 1907年（明治40年）8月1日：阪鶴鉄道が国有化され、帝国鉄道庁の駅となる[2]。
- 1909年（明治42年）10月12日：線路名称制定[2]。阪鶴線の所属となる[2]。
- 1912年（明治45年）3月1日：線路名称改定[2]。阪鶴線福知山駅以南が福知山線となり、当駅もその所属となる[2]。
- 1947年（昭和22年）3月1日：園田村が尼崎市に編入されたのに伴い、当駅の所在地が尼崎市内となる。
- 1981年（昭和56年）4月1日：尼崎港線の旅客営業が廃止される[2]。
- 1984年（昭和59年）2月1日：貨物の取り扱いが廃止[6]。尼崎港線が廃止される[2]。
- 1985年（昭和60年）3月14日：荷物扱い廃止[6]。
- 1987年（昭和61年）4月1日：国鉄分割民営化により西日本旅客鉄道（JR西日本）の駅となる[2]。
- 1988年（昭和63年）3月13日：路線愛称の制定により、「JR宝塚線」の愛称を使用開始。
- 1992年（平成4年）11月1日：みどりの窓口営業開始。
- 1997年（平成9年）12月10日：自動改札機を設置し、供用開始[7]。
- 2003年（平成15年）11月1日：ICカード「ICOCA」の利用が可能となる[8]。
- 2005年（平成17年）
  - 4月25日：尼崎駅 - 当駅間でJR福知山線脱線事故が発生[2]。これにより、営業休止となる。
  - 6月19日：福知山線が復旧、脱線事故後55日ぶりに営業を再開[2]。
- 2011年（平成23年）
  - 3月8日：JR宝塚・JR東西・学研都市線運行管理システム導入。接近メロディ導入。
  - 3月12日：日中時間帯の快速列車が当駅で折り返すようになる。
- 2018年（平成30年）3月17日：駅ナンバリング「JR-G50」が当駅に導入され、使用を開始。
- 2025年（令和7年）
  - 1月31日：みどりの窓口の営業を終了[9]。
  - 2月1日：みどりの券売機プラスを導入[9]。

## 駅構造

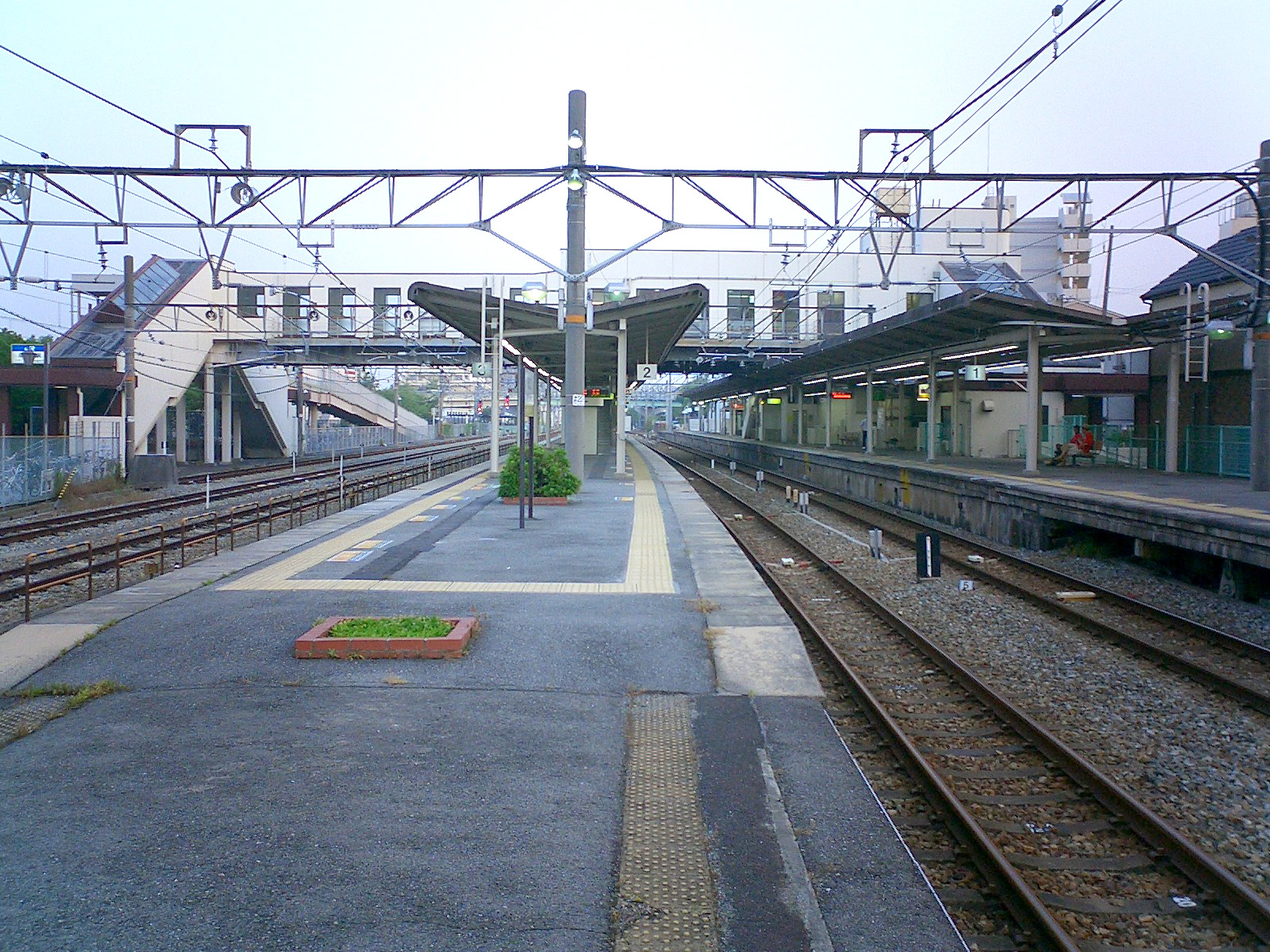
ホーム（2007年5月）

10両編成対応の島式と単式の複合型2面3線のホームを持つ地上駅で、橋上駅舎を有している。ホーム間の移動には跨線橋を使う。
単式ホームの屋根は島式ホーム分ほどの大きさで、ホームの外側にも張り出している（掲載写真を参照）。形状も島式ホームに準じたものになっている。
3番線の東隣には3本の留置線があり、尼崎駅発着の列車（夜間以外にも設定）などの留置に使われている。留置線は本線に沿ってさらに南方（尼崎駅方）にも伸びており、そこには保線用車両が留置されている。
直営駅（尼崎駅の被管理駅）で、ICOCA（および相互利用対象のICカード）が利用できる。

### のりば
| のりば | 路線     | 方向 | 行先     | 備考                              |
| ------ | -------- | ---- | -------- | --------------------------------- |
| 1      | JR宝塚線 | 下り | 宝塚方面 | 土休日ダイヤの一部列車は2番のりば |
| 2・3   | JR宝塚線 | 上り | 尼崎方面 |                                   |

上表の路線名は旅客案内上の名称（愛称）で記載している。
- 1番のりばが単式ホーム、2・3番のりばが島式ホームで、本線は下りが1番のりば、上りが3番のりばである。中線である2番のりばは当駅折り返しと大阪方面行きの普通で快速や特急の通過待ちを行う列車が使用する。なお、土曜・休日ダイヤに限って宝塚方面の列車が2番に停車する設定がある。

- JR東西線の開通前は上り線は2番線が本線、3番線が待避線として使用されていた（現行の逆）[注 8]。また、尼崎港線の旅客扱い廃止前は3番線が起終点となっていた。

## ダイヤ
日中は尼崎方面が1時間に8本(JR京都線に直通する普通(高槻行き)とJR東西線・学研都市線に直通する区間快速（当駅折り返し）がそれぞれ4本ずつ)、宝塚方面が1時間に4本発車する。朝のラッシュ時はさらに本数が多く設定されている。
快速は東西線経由で当駅で折り返しになるものが停車し、新三田駅・篠山口駅発着系統はすべて通過する。これらは、2011年3月12日のダイヤ改正で、昼間宝塚駅発着として運転していたものを当駅折り返しに変更したものである。（一部の列車は折り返さず、当駅の留置線に入る）。このような「快速始発駅」には、他に大和路線の柏原駅がある。しかし、2022年のダイヤ改正で廃止された。なお、これらの快速の一部は2015年3月14日のダイヤ改正で区間快速に置き換えられた。それまで当駅発着の区間快速は、JR宝塚線内を普通列車として運転していたが、この改正を機に、一部を除いて、全区間で区間快速として運行されるようになった。
JR東西線への直通列車は、快速・区間快速・普通の各種別が設定されている。これらはすべて京橋駅まで各駅に停車する。

## 利用状況
2022年（令和4年）度の1日平均乗車人員は10,806人である。
各年度の1日平均乗車人員は以下の通りである。当駅周辺の道路が広くなったことに加え、JR東西線の開通などにより利用者が以前より増えている。
| 年度               | 1日平均 乗車人員 | 出典          | 出典          |
| 年度               | 1日平均 乗車人員 | 兵庫県        | 尼崎市        |
| ------------------ | ---------------- | ------------- | ------------- |
| 1995年（平成07年） | 6,631            | [ 兵庫県 1 ]  |               |
| 1996年（平成08年） | 6,435            | [ 兵庫県 2 ]  |               |
| 1997年（平成09年） | 7,196            | [ 兵庫県 3 ]  |               |
| 1998年（平成10年） | 7,595            | [ 兵庫県 4 ]  |               |
| 1999年（平成11年） | 7,897            | [ 兵庫県 5 ]  |               |
| 2000年（平成12年） | 8,100            | [ 兵庫県 6 ]  |               |
| 2001年（平成13年） | 8,183            | [ 兵庫県 7 ]  |               |
| 2002年（平成14年） | 7,994            | [ 兵庫県 8 ]  |               |
| 2003年（平成15年） | 7,960            | [ 兵庫県 9 ]  |               |
| 2004年（平成16年） | 8,084            | [ 兵庫県 10 ] |               |
| 2005年（平成17年） | 7,532            | [ 兵庫県 11 ] |               |
| 2006年（平成18年） | 8,224            | [ 兵庫県 12 ] | [ 尼崎市 1 ]  |
| 2007年（平成19年） | 8,449            | [ 兵庫県 13 ] | [ 尼崎市 1 ]  |
| 2008年（平成20年） | 8,673            | [ 兵庫県 14 ] | [ 尼崎市 1 ]  |
| 2009年（平成21年） | 8,705            | [ 兵庫県 15 ] | [ 尼崎市 1 ]  |
| 2010年（平成22年） | 8,859            | [ 兵庫県 16 ] | [ 尼崎市 1 ]  |
| 2011年（平成23年） | 9,015            | [ 兵庫県 17 ] | [ 尼崎市 2 ]  |
| 2012年（平成24年） | 8,992            | [ 兵庫県 18 ] | [ 尼崎市 3 ]  |
| 2013年（平成25年） | 8,957            | [ 兵庫県 19 ] | [ 尼崎市 4 ]  |
| 2014年（平成26年） | 8,854            | [ 兵庫県 20 ] | [ 尼崎市 5 ]  |
| 2015年（平成27年） | 9,148            | [ 兵庫県 21 ] | [ 尼崎市 6 ]  |
| 2016年（平成28年） | 9,986            | [ 兵庫県 22 ] | [ 尼崎市 7 ]  |
| 2017年（平成29年） | 11,059           | [ 兵庫県 23 ] | [ 尼崎市 8 ]  |
| 2018年（平成30年） | 11,656           | [ 兵庫県 24 ] | [ 尼崎市 9 ]  |
| 2019年（令和元年） | 12,042           | [ 兵庫県 25 ] | [ 尼崎市 10 ] |
| 2020年（令和02年） | 10,199           | [ 兵庫県 26 ] | [ 尼崎市 11 ] |
| 2021年（令和03年） | 10,212           | [ 兵庫県 27 ] | [ 尼崎市 12 ] |
| 2022年（令和04年） | 10,806           | [ 兵庫県 28 ] | [ 尼崎市 13 ] |

## 駅周辺
かつては西に小規模な工場や牛舎などが、東に大規模な工場が存在するのみで、周辺に住宅はさほど多くなかったが、1980年代以降、工場が閉鎖されて跡地にマンションが次々に建設されたことにより、住宅地に様変わりした。東側にあった大工場のうち、旭硝子の工場は2000年代に閉鎖され、跡地には複数の大型マンションが建設された。
駅のすぐ東隣には森永製菓塚口工場が存在したが、2013年6月に閉鎖された。その跡地を野村不動産・長谷工コーポレーション・JR西日本不動産開発の三者が大規模な再開発し、2016年4月9日に「ZUTTOCITY」としてまちびらきを行い、これに合わせて駅ビル「ビエラ塚口」が開業した。
長らく駅付近にロータリーが存在しなかったが、2000年代になって、南側で交差する県道が立体交差化された際、併せて県道の東側にロータリーが整備された。このロータリーは駅舎からはやや南方に離れていた（駅のすぐ隣が工場だったため）ものの、ZUTTOCITY開業以前は唯一のロータリーで、バスやタクシーが発着していた。その後、ZUTTOCITYの建設の一環として、2016年に駅舎のすぐ東隣に新ロータリーが整備され、バス停はそこへ移転した。それに伴い旧ロータリーは十数年で廃止され、2018年にはJR塚口駅交通広場という公園になった。バス停の屋根が公園施設として残っている。
駅の西側にもごく小さな広場があり、タクシー乗り場が併設されている。
阪急塚口駅は当駅から西へ直線距離で800メートルほど離れているが、神戸本線は当駅の北側で立体交差（オーバーパス）している。
- ビエラ塚口
- ミリオンタウン塚口
- 三菱電機伊丹製作所
- 上坂部西公園
  - 尼崎市都市緑化植物園
  - 尼崎市役所 緑の相談所
- 近松公園（尼崎市ゆかりの近松門左衛門を記念した公園。記念館もある）
- 尼崎南塚口郵便局
- 尼崎市立上坂部小学校
- 兵庫県立尼崎青少年創造劇場
- 兵庫県道606号西宮豊中線
- 兵庫県道13号尼崎池田線（産業道路）

## バス路線
駅東側の「ZUTTOCITY」にあるロータリーに、阪神バス尼崎市内線が乗り入れている。停留所名は「JR塚口」。
12番以外は尼崎交通事業振興（ATS社）への委託運行。
2016年4月10日に現在地に設置される前は、駅南側の県道立体交差の脇にあるロータリーに停留所が設置されていた。
| のりば | 系統・行先                               | 備考                                                       |
| ------ | ---------------------------------------- | ---------------------------------------------------------- |
| 1      | 12・21・21-2番：阪急塚口                 |                                                            |
| 2      | 12番：阪神杭瀬/塚口営業所前/JR尼崎（北） | 平日最終便は塚口営業所前、土休日最終便はJR尼崎（北）止まり |
| 2      | 21番：阪急園田（南）                     |                                                            |
| 2      | 21-2番：戸ノ内                           | 平日のみ運行                                               |

## 隣の駅
西日本旅客鉄道（JR西日本）
 JR宝塚線（福知山線）
■丹波路快速・■快速（下記以外）・■区間快速（下記以外）
通過
■快速（JR東西線直通・当駅始発）・■区間快速（JR東西線直通・当駅始発）
尼崎駅 (JR-G49) - 塚口駅 (JR-G50)
■普通
尼崎駅 (JR-G49) - 塚口駅 (JR-G50) - 猪名寺駅 (JR-G51)
※JR東西線からの区間快速のうち猪名寺駅以北へ直通する列車は、JR宝塚線内では快速または普通として運転される。

### かつて存在した路線
日本国有鉄道
福知山線支線（尼崎港線）
塚口駅 - 尼崎駅（尼崎臨時乗降場）

### 記事本文